# 오키나와 현립 박물관·미술관
오키나와 현립 박물관·미술관(沖縄県立博物館·美術館, 영어: Okinawa Prefectural Museum and Art Museum)은 일본 오키나와현 나하시 오모로마치에 있는 현립 문화 시설이다. 애칭이자 약칭은 오키뮤(OkiMu, おきみゅー)이다. 전신은 1972년 5월 15일 개관했던 나하시 슈리에 있던 오키나와 현립 박물관이며, 2007년 11월 1일 오모로마치로 완전 이전하여 현재 이름으로 재개관하였다.
박물관과 미술관이 같이 있는 현립 최초의 복합 문화 시설이다. 박물관 시설로는 전신인 오키나와 현립 박물관에 비해 2배 정도 크며 현립 미술관 시설로는 제2차 세계 대전 후에 처음 지어진 것이다.
관장은 박물관장과 미술관장을 겸임하고 있으며, 박물관장, 미술관장에 해당하는 직책으로 부관장 2명이 있다. 박물법에 따르면 하나의 시설에 1명의 관장을 두는 것으로 정해져 있기 때문에 관장을 1명 밖에 둘 수 밖에 없기 때문에 박물관과 미술관은 별도의 시설 취급이 아닌 하나의 시설로 취급을 받게 되었다. 따라서 오키나와 현립 박물관·미술관이라는 시설만 존재하고 그 안에 박물관 부문과 미술관 부문이 있는 것이며, 오키나와 현립 박물관나 오키나와 현립 미술관이라는 별도의 기관이 합쳐진 것이 아니다.

## 역사
1936년 7월, 오키나와현 교육위원회 부설 향토 박물관(沖縄県教育会附設郷土博物館)이 슈리성 내 북쪽 부분을 사용하여 개관되었다. 하지만 이 본관은 1945년 오키나와 전투에서 피해를 입어 전소하였다. 같은 해 8월, 류큐 열도 미국군정부의 윌러드 A. 해나 소령이 남아 있는 문화재를 수집하여 이시카와시 (현재 우루마시)에서 오키나와 진열관(沖縄陳列館)을 개설하여 공개했다.
1946년 3월 슈리에서 슈리성 주변의 폐허에서 잔존 문화재의 수집 활동이 이루어 지고, 슈리 시립 향토 박물관(首里市立郷土博物館)이 설립된다.
1946년 4월에 오키나와 진열관이 오키나와 민정부에 이관되어 오키나와 민정부립 히가시온나 박물관(沖縄民政府立東恩納博物館)으로 개명한다.
1947년 12월 슈리 시립 향토 박물관이 오키나와 민정부에 이관되어 오키나와 민정부립 슈리 박물관(沖縄民政府立首里博物館)으로 개명한다.
1953년 3월, 슈리 박물관이 오키나와 민정부립 히가시온나 박물관을 흡수 합병한다. 같은 해 9월, 류큐 정부립 박물관(琉球政府立博物館)으로 개명한다.
1966년 10월 6일, 슈리다이나카초의 나카구스쿠 저택 터에 신관이 준공 (이전 현립 박물관 구관)되었다.
1972년 5월 15일 오키나와 반환 후 본토로 복귀하여 류큐 정부 하에 오키나와 현립 박물관으로 바뀌며 2층 증축 공사를 시작한다. 1973년 11월, 2층 증축 공사가 완료되었다. 2006년 3월, 오모로마치의 신관으로 이전하기 위해 휴관한다. 2006년 11월, 오키나와 현립 박물관·미술관의 박물관 시설 준공되었다. 2007년 3월, 오키나와 현립 박물관·미술관으로 이전이 완료되어 전신인 오키나와 현립 박물관은 폐관한다.

## 애칭과 마스코트
박물관은 개관 10주년이되는 2017년에 관의 애칭 및 마스코트를 일반인에게 공모했다. 애칭과 마스코트 모두 일본 전국에서 응모가 가능했으며 같은 해 11월 1일에 애칭을 OkiMu, 마스코트를 오키뮤짱으로 결정하였다. 256건의 응모에서 선정된 애칭 OkiMu는 나하시의 회사원의 아이디어로 오키나와(Okinawa)의 뮤지엄(Museum)을 줄인 '뮤'의 귀여움과 친근함을 나타낸 것이라고 한다. 862건의 응모에서 선정된 마스코트 캐릭터 오키뮤짱은 나하시에 거주하는 한 일러스트레이터가 응모한 것으로, 본관 건물의 특징적인 모양을 모티브로 하고 있다.